# Trung tâm FirstOntario
Trung tâm FirstOntario (tiếng Anh: FirstOntario Centre; ban đầu được gọi là Đấu trường Copps) là một nhà thi đấu thể thao và giải trí nằm ở góc Đường Bay và Đại lộ York ở Hamilton, Ontario, Canada. Nhà thi đấu có sức chứa 19.000 người và được khánh thành vào năm 1985.